# Dragomir Dujmov

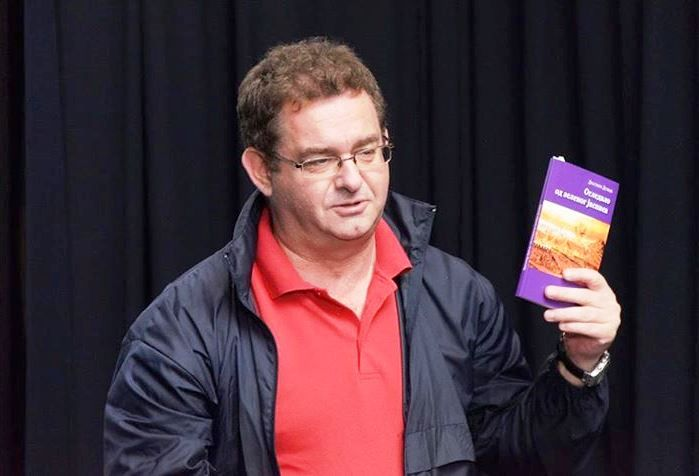
Dragomir Dujmov

Dragomir Dujmov (serbisch: Драгомир Дујмов) (* 17. März 1963 in Szentes, Ungarn) ist ein ungarischer Schriftsteller, Dichter und Übersetzer der serbischsprachigen Minderheit in Ungarn.

## Lebenslauf
Dragomir Dujmov verbrachte seine Kindheit in der Gegend von Baja in Katymár. Nach der familiären Legende sind seine Vorfahren im Jahre 1687 aus Mostar, Herzegovina in die ungarische Batschka vor Türken geflohen. Nach dem Abschluss des serbisch-kroatischen Gymnasiums in Budapest studierte er an der Universität Novi Sad serbische Literatur und Sprache. Das Studium schloss er im Jahre 1989 ab. Im gleichen Jahr kehrte er nach Ungarn zurück und begann am serbischen Nikola-Tesla-Gymnasium in Budapest zu unterrichten.
Dragomir Dujmov ist einer der wichtigsten Vertreter der serbischen Literatur in Ungarn. Anfänglich schrieb er vorwiegend Gedichte, später konzentrierte er sich auf Prosa. In den Jahren von 1994 bis 2003 war Dujmov Mitglied des ungarisch-serbischen Theaters. Seit 2004 ist er Präsident der Jakov-Ignjatović-Stiftung.

## Werke (Auswahl)
Dujmov verfasste Lyrik, Romane, Novellen und das Libretto zu einer Rockoper (Pastir vukova – Sveti Sava (etwa: Hirte der Wölfe – Sankt Sava), Budapest 1994).

### Gedichtbände
- Sunce se nebom bori (etwa: Die mit dem Himmel kämpfende Sonne) Budapest 1992, ISBN 963-04-2419-3
- Nemir boja (etwa: Unruhige Farben) Budapest 1997, ISBN 963-8197-08-0
- Meridijani (etwa: Ferne Welten) Budapest 2000, ISBN 963-03-9866-4

### Novellenbände
- Zgužvano doba (etwa: Zerknitterle Zeiten) Budapest 2001, ISBN 963-00-8595-X
- Prevoznik tajni (etwa: Träger der Geheimnisse) Budapest 2005, ISBN 963-216-455-5
- Budimske priče (etwa: Budaer Mörchen) Budapest 2007, ISBN 978-963-06-3980-4

### Romane
- Beli putevi (etwa: Weiße Wege) Budapest 2000, ISBN 963-00-5203-2
- Voz savesti (etwa: Zug des Gewissens) Budapest 2005[2], ISBN 963-219-449-7
- Voz savesti (etwa: Zug des Gewissens) Budapest 2009, ISBN 978-963-87632-2-8 (2. Auflage)[3]
- Voz savesti (etwa: Zug des Gewissens) Budapest 2018, ISBN 978-615-81048-0-7 (3. Auflage)
- Raskršće (etwa: Auf dem Wahlweg) Budapest 2006, ISBN 963-06-0778-6
- Vreme mesečarenja (etwa: Die Zeit des Somnambulismus) Budapest 2014, ISBN 978-963-08-8670-3
- Ogledalo od zelenog jaspisa (etwa: Der Spiegel aus grünem Jaspis) Budapest 2015, ISBN 978-963-12-1762-9
- Sablja u jeziku (etwa: Der Säbel in dem Zunge) Budapest 2016, ISBN 978-963-12-4766-4
- Jesejevo stablo (etwa: Wurzel Jesse) Budapest 2017, ISBN 978-963-12-8403-4
- Pod nebom boje purpura (etwa: Unter dem lila Himmel) Budapest 2018, ISBN 978-615-00-1449-4[4]
- Kad na nebu zacari uštap (etwa: Kaiserreich des Vollmond) Budapest 2020, ISBN 978-615-00-9645-2